# Smolsko
Smolsko (Bulgaars: Смолско) is een dorp in het westen van Bulgarije. Het dorp is gelegen in de gemeente Mirkovo in de oblast Sofia. Het dorp ligt 50 km ten oosten van de hoofdstad Sofia. 

## Bevolking
Op 31 december 2019 telde het dorp 224 inwoners, een daling vergeleken met het maximum 2.010 personen in 1934.
| Bevolkingsontwikkeling tussen 1934 en 2019          |
| --------------------------------------------------- |
|                                                     |
| Bron: Nationaal Statistisch Instituut van Bulgarije |

Het dorp heeft een overwegend Bulgaarse bevolking.
| Etnische samenstelling van de respondenten (2011) | Etnische samenstelling van de respondenten (2011) | Etnische samenstelling van de respondenten (2011) | Etnische samenstelling van de respondenten (2011) | Etnische samenstelling van de respondenten (2011) |
| ------------------------------------------------- | ------------------------------------------------- | ------------------------------------------------- | ------------------------------------------------- | ------------------------------------------------- |
|                                                   |                                                   |                                                   |                                                   |                                                   |
| Bulgaren                                          | Bulgaren                                          |                                                   | 97,6%                                             | 97,6%                                             |
| Turken                                            | Turken                                            |                                                   | 0,0%                                              | 0,0%                                              |
| Roma                                              | Roma                                              |                                                   | 0,0%                                              | 0,0%                                              |
| Anders/Onbekend                                   | Anders/Onbekend                                   |                                                   | 2,4%                                              | 2,4%                                              |

## Afbeeldingen

Afbeeldingen uit Smolsko
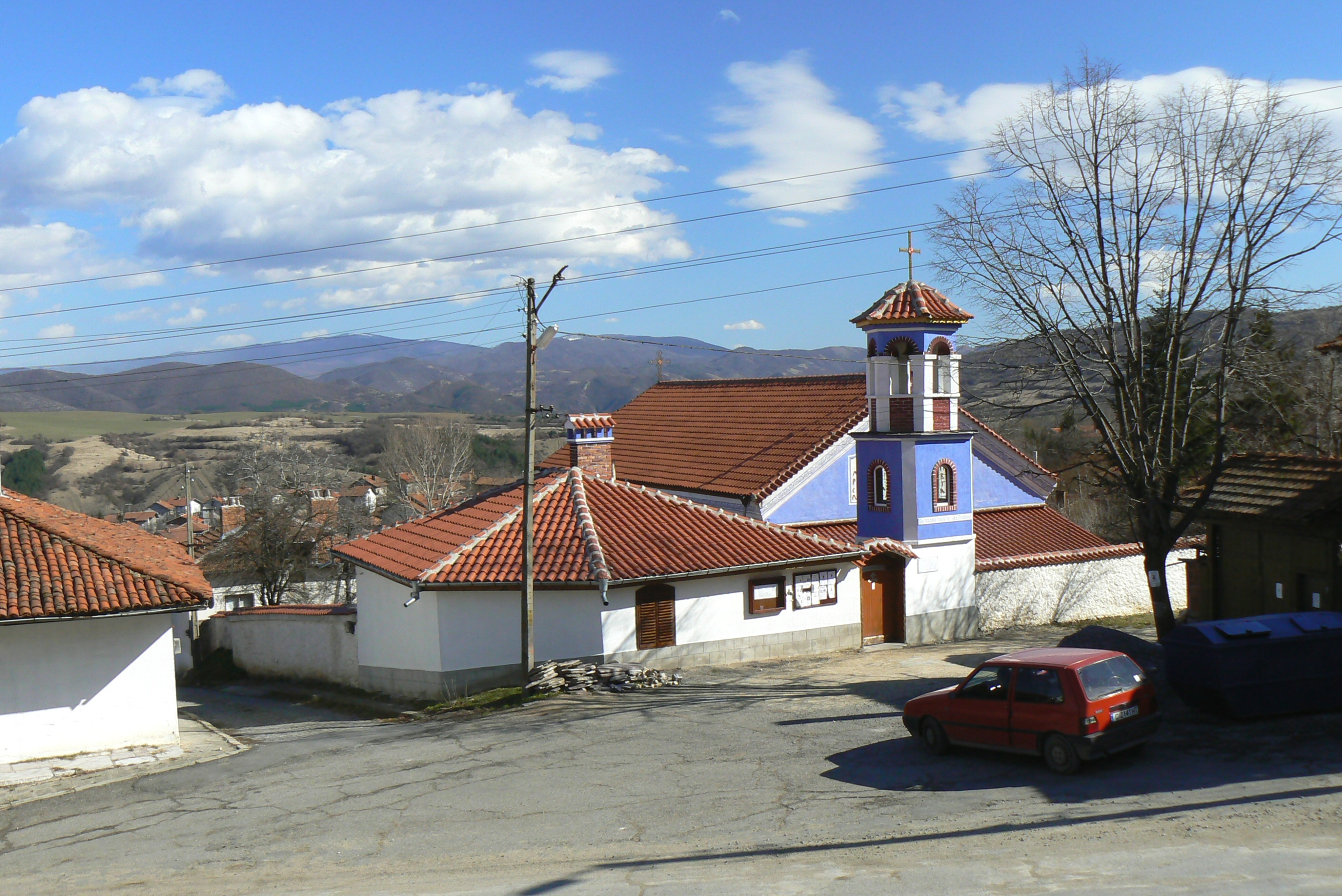
De kerk van het dorp
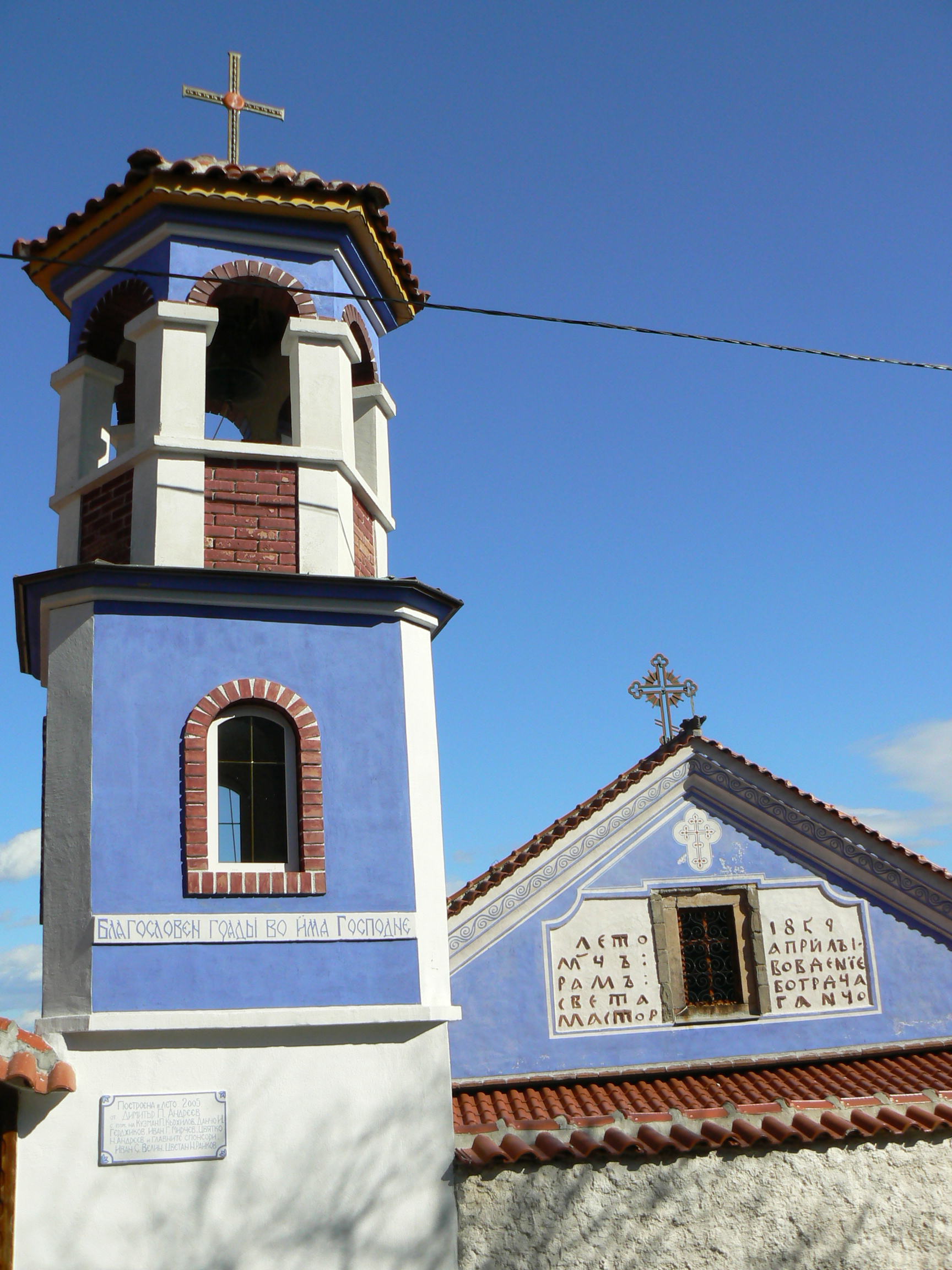
Details van de kerk
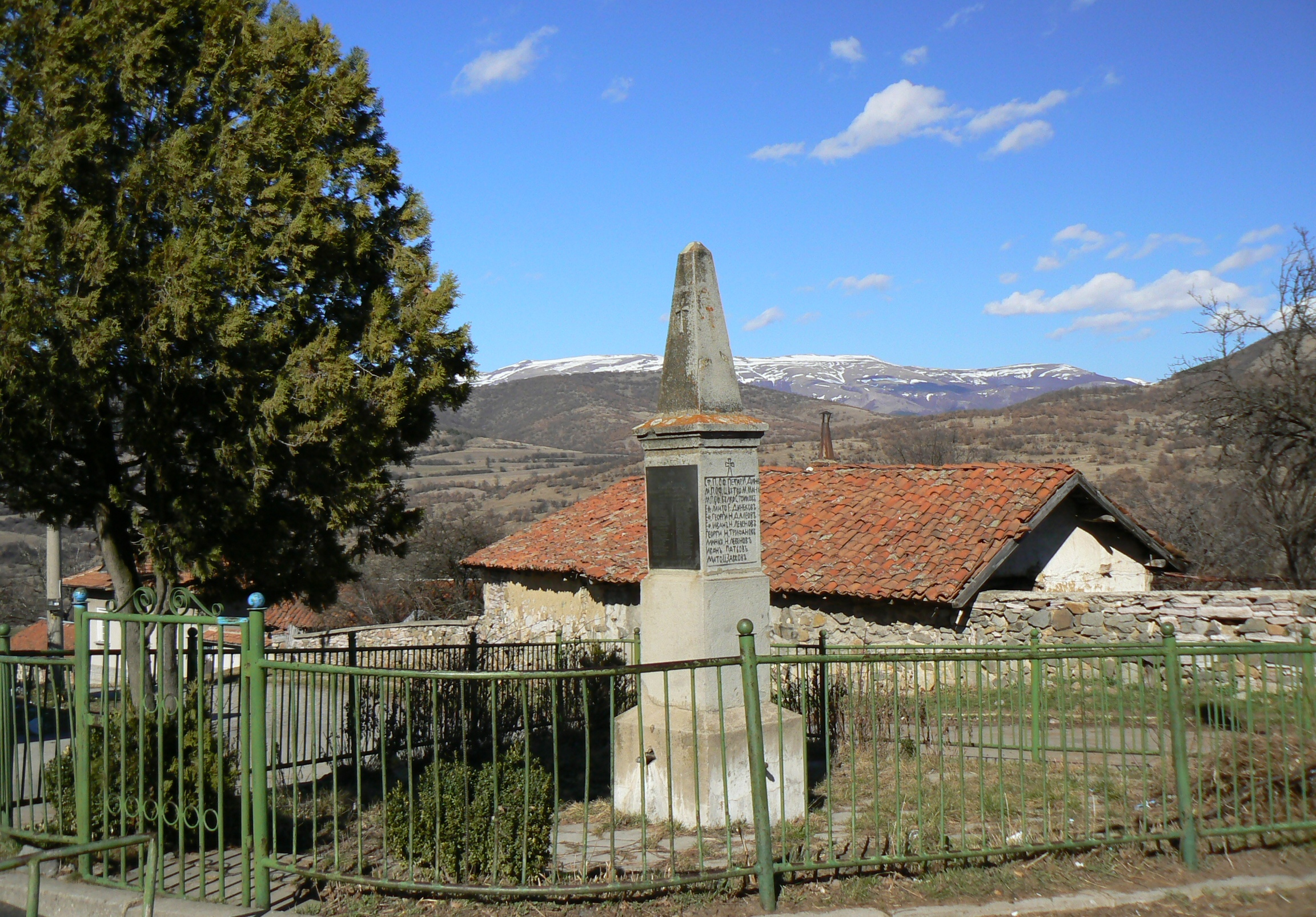
Een gedenkmonument